# François-Christophe Kellermann, duc de Valmy

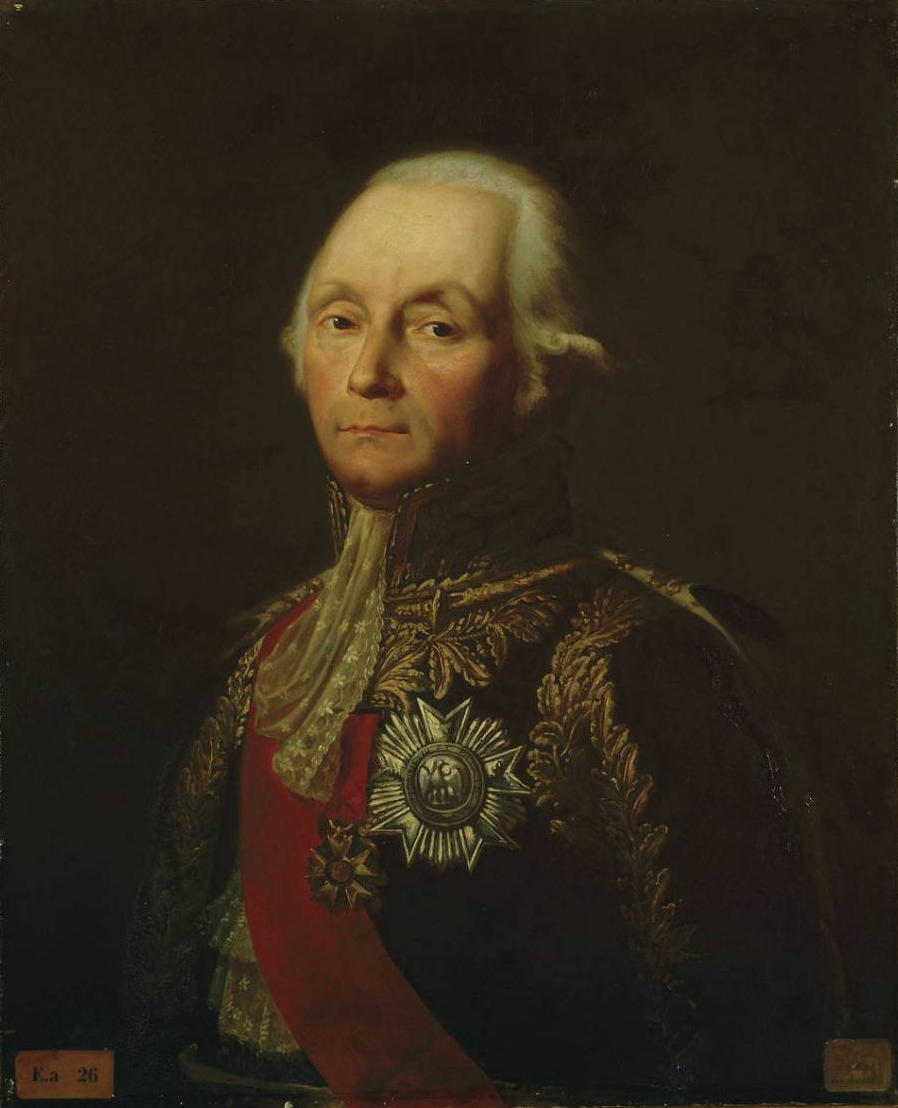
François Christophe Kellermann

François-Étienne-Christophe Kellermann, auch de Kellerman (* 28. Mai 1735 in Straßburg; † 13. September 1820 in Paris) war ein französischer Pair und Offizier in der Zeit der Revolutionskriege, der durch Napoleon zum Duc de Valmy (Herzog von Valmy) erhoben und zum Maréchal d’Empire ernannt wurde.

## Familie

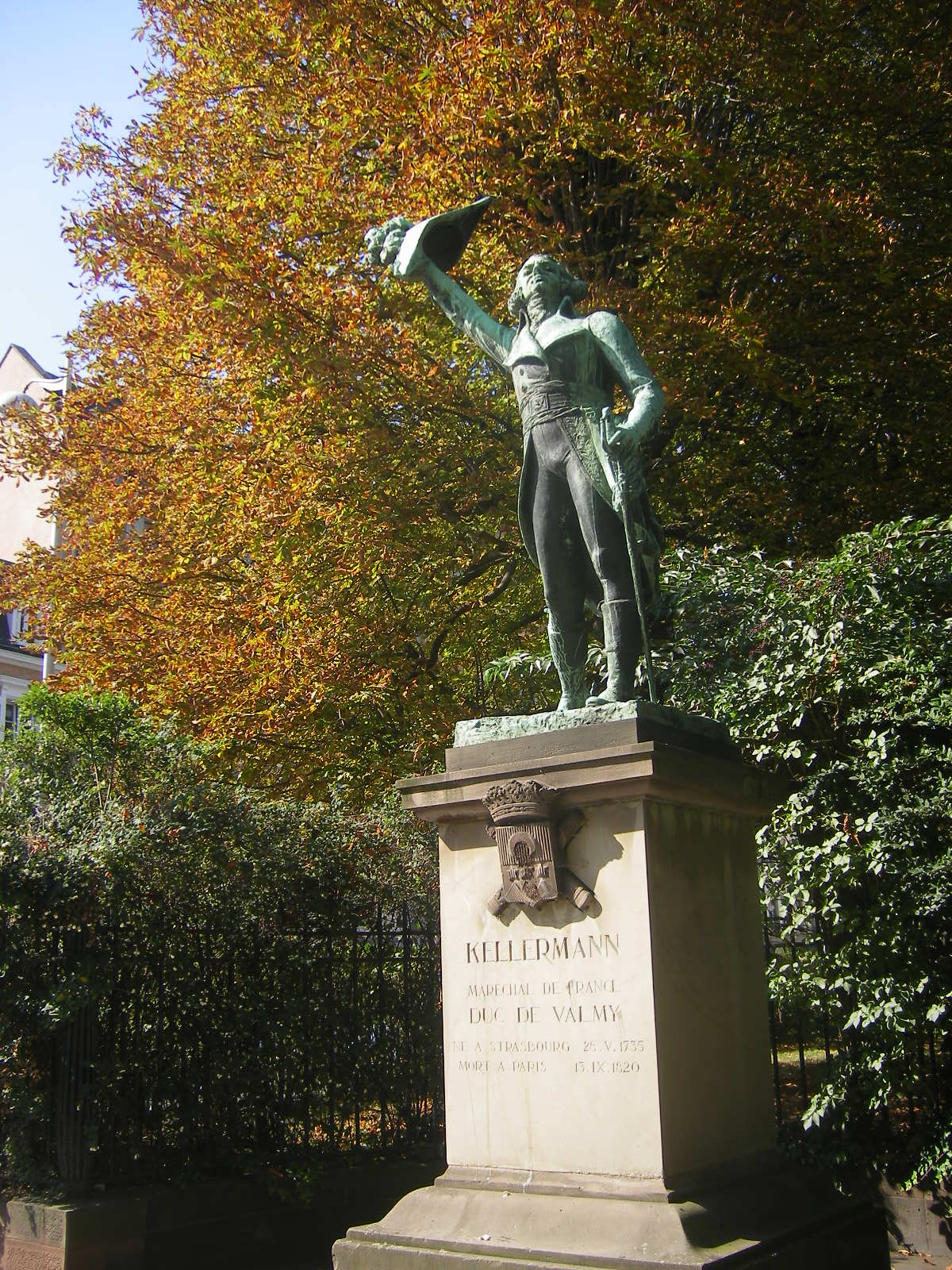
Kellermann-Denkmal in Straßburg

Kellermann entstammte einer sächsischen Familie, die sich lange vor seiner Geburt in Straßburg angesiedelt hatte und in den Adelsstand erhoben worden war. Sein Vater war Christoph Edler von Kellermann und seine Mutter die schlesisch-sächsische Baronin Marie Magdalene von Dyhrn. Sein Onkel war der berühmte sächsische General und Kriegsminister Georg Karl Freiherr von Dyhrn.
Um 1769 heiratete er Marquise Marie Anne de Barbé-Marbois, eine Schwester des Politikers François Barbé-Marbois. Aus der Ehe mit ihr stammte der einzige Sohn François-Etienne de Kellermann, 2. Herzog von Valmy.
Kellermanns Nachfahren starben mit François-Christophe de Kellermann, 3. Herzog von Valmy, in der 2. Hälfte des 19. Jahrhunderts  im Mannesstamm  aus. Weitere Nachfahren im Mutterstamm wandern in der gleichen Zeit zurück in den Oldenburger Raum und in der Folge auch nach Amerika aus.

## Leben

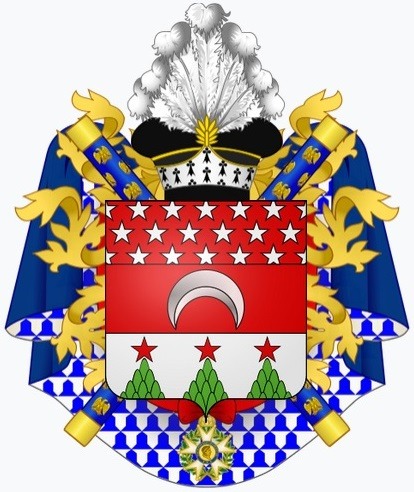
Wappen Kellermanns als Duc de Valmy

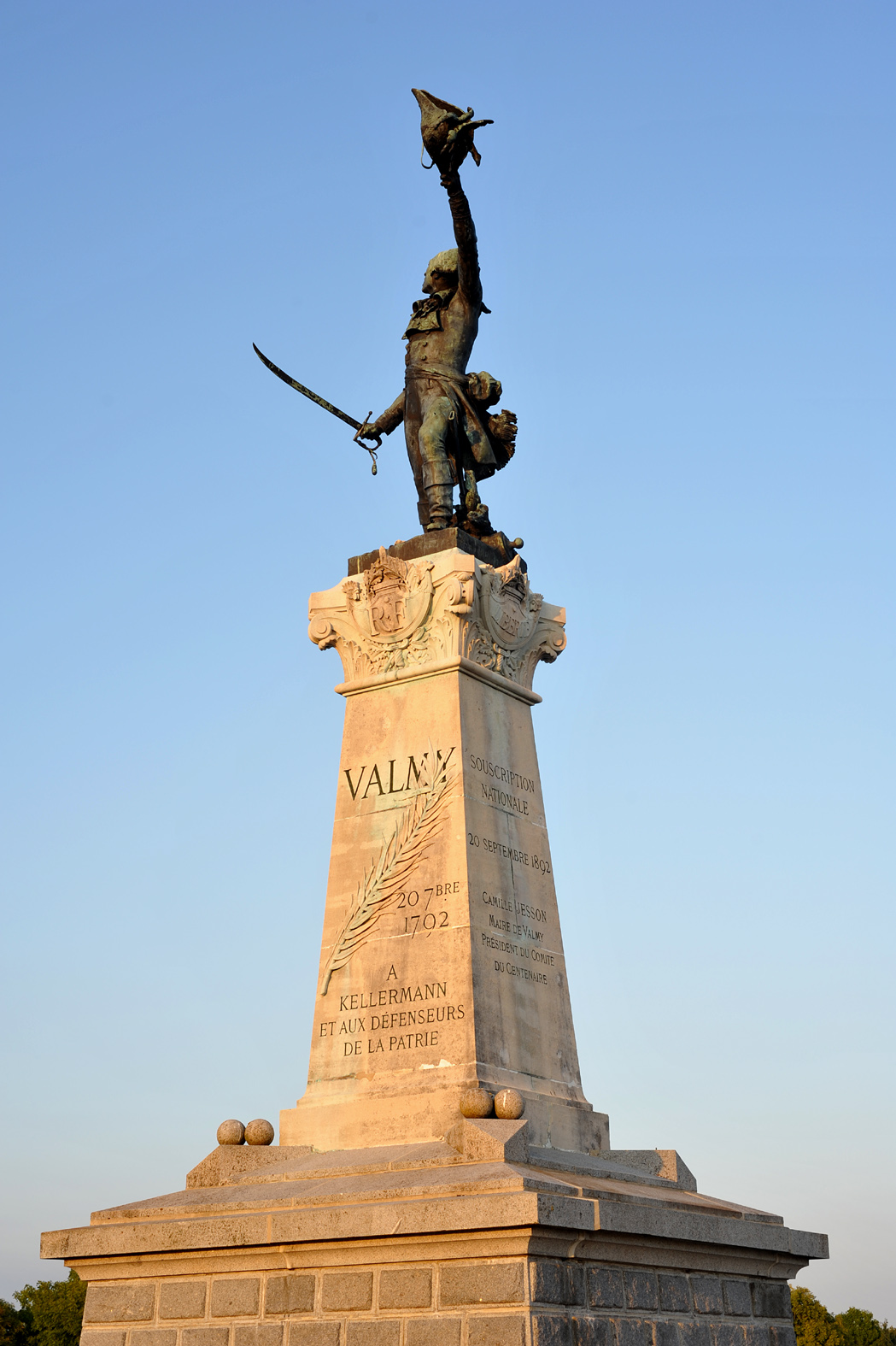
Kellermann-Denkmal in Valmy

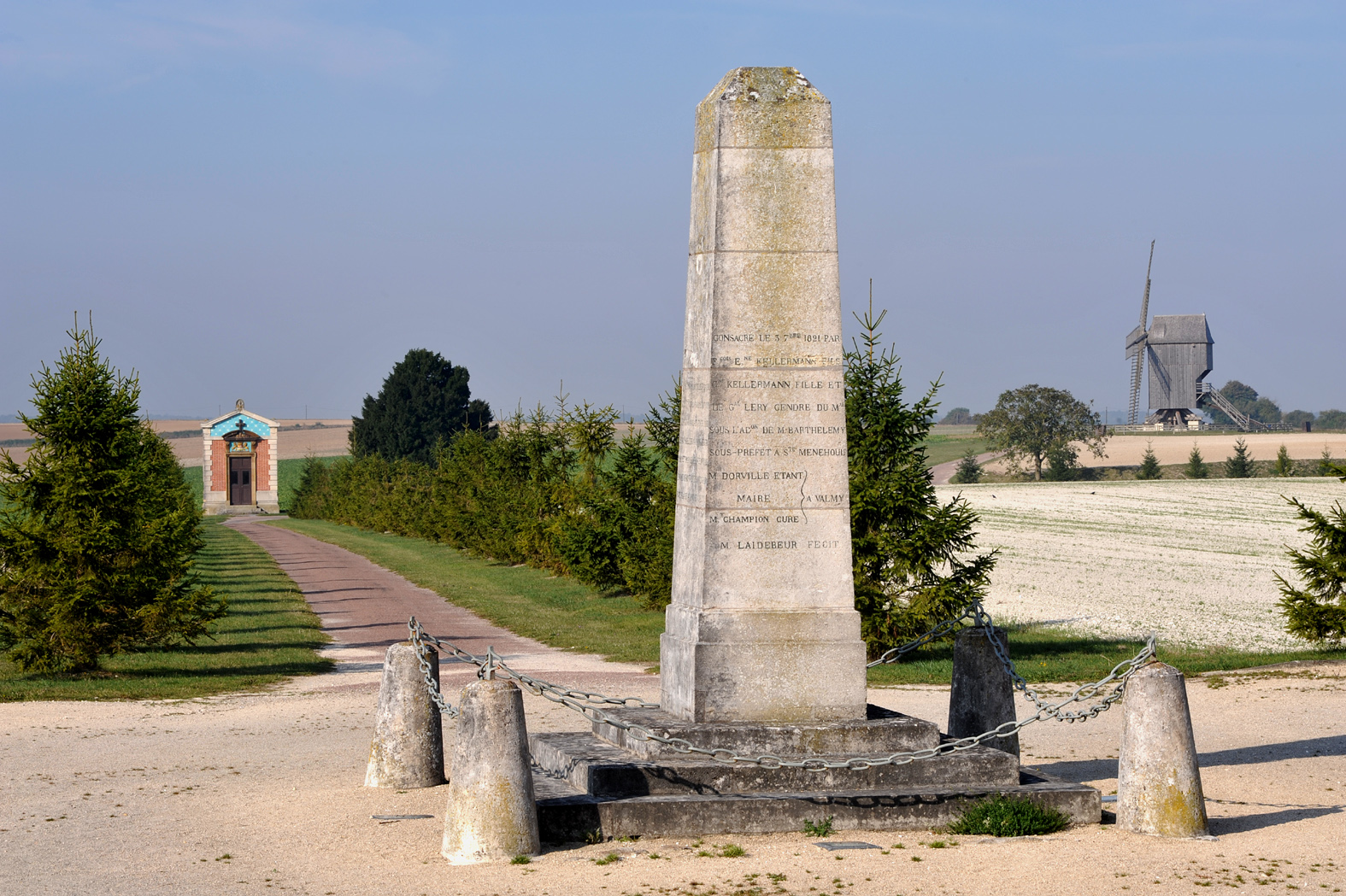
Obelisk mit Kellermanns Herzbestattung

Er trat 1752 als Freiwilliger in ein französisches Husarenregiment ein. 1756 wurde er Sous-lieutenant im Bataillon Volontaires d'Alsace. Im Siebenjährigen Krieg kämpfte er in Hannover und Westfalen und konnte sich 1759 bei Bergen und Friedberg auszeichnen. 1763 wurde er Capitaine in der Légion de Conflans, und 1771 Ritter des Sankt Ludwig-Ordens. In Ludwigs XV. polnischer Expedition von 1771 organisierte er die polnische Kavallerie, und 1772 kam er als Mestre de camp lieutenant nach Frankreich zurück. 1784 wurde er Mestre de camp im Régiment Colonel-Général hussards, und hatte 1788 bereits den Rang eines Maréchal de camp erreicht.
Er schloss sich  der Revolution an und erhielt 1792 an Luckners Stelle das Kommando über die Moselarmee. Vor den angreifenden Preußen zog er sich bis zu den Argonnen zurück, vereinigte sich am 19. September mit Dumouriez und lieferte dem Feind dann am 20. September die berühmte Kanonade bei Valmy, die zwar unentschieden blieb, die Preußen aber trotzdem zum Rückzug aus der Champagne veranlasste. Von Valmy ging nach Goethes Worten „eine neue Epoche der Weltgeschichte aus“. Napoleon erhob Kellermann 1804 in der noblesse impériale zum "Herzog von Valmy".
Nach dem Ende des Feldzugs wurde Kellermann unter Custines Kommando gestellt und von diesem beschuldigt, dessen Operationen am Rhein nicht genügend zu unterstützen. Vor dem Tribunal des Nationalkonvents in Paris wurde er aber freigesprochen und an die Spitze der Armée des Alpes und der Armée d’Italie gestellt. In dieser Position erwies er sich als sorgfältiger Kommandeur und ausgezeichneter Verwalter, fand aber wenig Gelegenheit, sich auszuzeichnen.
Kurz danach erhielt er Anweisung, in Lyon den Aufstand gegen den Konvent niederzuschlagen. Unter der Anklage, die Belagerung Lyons nicht energisch genug betrieben zu haben, wurde er 1793 verhaftet und dreizehn Monate lang arrestiert. Der Sturz Robespierres am 27. Juli 1794 brachte ihm die Freiheit zurück. Er wurde wieder in sein Kommando als Oberbefehlshaber der Alpenarmee eingesetzt und leistete gute Dienste bei der Verteidigung der südöstlichen Grenze gegen die Österreicher, bis seine Armee 1797 mit der von General Bonaparte in Italien vereinigt wurde.
Mit der Auflösung der Alpenarmee endete seine aktive Karriere als Armeeführer. Kellermann war jetzt zweiundsechzig Jahre alt. Er wurde durch jüngere Generale ersetzt und ging als Senator in die Politik. Sein Organisationstalent und seine lange und weite Erfahrung machten ihn aber zu einem der wichtigsten Berater Napoleons. Er wurde regelmäßig für die Administration der Armee, die Kontrolle der Nachschublinien und das Kommando der Reservetruppen eingesetzt.
1797 wurde er beauftragt, die Gendarmerie zu organisieren, und 1802 wurde er zum Offizier der Ehrenlegion und 1803 zu deren Präsidenten ernannt. Der entscheidende Anteil seines Sohnes (François-Etienne Kellermann) am Sieg von Marengo brachte auch den Vater immer mehr in die Gunst des Ersten Konsuls, der ihm die Senatorenwürde und am 19. Mai 1804 den Titel Maréchal d’Empire („Marschall des Kaiserreichs“) verlieh.
Während des Feldzugs von 1806 organisierte Kellermann die Nationalgarden am Oberrhein und 1809 führte er ein Observationskorps an der Elbe. Nach der Schlacht bei Hanau (1813) erhielt er das Kommando über die bei Metz vereinigten Reservetruppen.
1814 schloss er sich Ludwig XVIII. an und votierte für die Absetzung des Kaisers. Ludwig ernannte ihn zum Kommissar für die Militärdivision Metz, verlieh ihm das Großkreuz des Ludwigsordens und ernannte ihn zum Pair des Reichs. Diese Würde behielt Kellermann, da er während der Hundert Tage kein öffentliches Amt bekleidete, auch nach der zweiten Restauration.
Er starb am 13. September 1820 in Paris und wurde auf dem Friedhof Père-Lachaise begraben. Seinem Willen gemäß erhielt er eine Herzbestattung, bei der sein Herz unter dem ihm auf dem Schlachtfeld von Valmy errichteten Obelisken beigesetzt wurde.

## Ehrungen
- Sein Name ist am Triumphbogen in Paris in der 3. Spalte des nördlichen Pfeilers eingetragen.
- Ritter des württembergischen Großen Jagdordens[1]